# Álex Angulo
Alejandro Angulo León (Erandio, 12 de abril de 1953 — 20 de julho de 2014). Ele foi um talentoso ator espanhol, notório por seu papel como médico que ajudava os rebeldes no filme El labirinto de fauno (O labirinto do fauno).

## Biografia
Aos 18 anos, Alex decidiu perseguir o sonho de se tornar um ator. Junto com alguns amigos, fundou o grupo de teatro independente Bilbao Karraka, dirigido por Ramon Barea (com quem colaborou em vários projetos no final de sua carreira). Após ser aceito na companhia, Alex dedicou a próxima década de sua vida ao teatro ao vivo.
Em 1981, Angulo recebeu sua primeira oportunidade no cinema pelas mãos de seu compatriota Imanol Uribe, no filme A Fuga de Segóvia. Depois desse papel, trabalhou inicialmente em projetos teatrais, além de participar de programas da ETB, como a revista "Com o Oceano", a comédia "Bertan Zoro" e o programa "Antxón Urrusolo: Por Trás do Sirimiri". Angulo só migrou para as telas de cinema em 1987.
Após mais de quatro anos afastado das filmagens, Alex participou de Anónimos (1990), dirigido por Alfonso Arandia, e, em seguida, se destacou em Todo por el Dinero (1990), dirigido por Henry Urbizu. Neste filme, contracenou com Antonio Resines, Manver Kiti e Barranco Maria, entre outros. A direção de arte ficou a cargo de um jovem basco chamado Alex de la Iglesia, que logo convenceu Angulo a estrelar seu primeiro curta, Asesino Mirindas (1991). Ele também trabalhou como ator de voz nesse período.
Em 2010, recebeu nova indicação ao Goya por seu papel em El Gran Vázquez, dirigido por Oscar Aibar. Curiosamente, em todos os filmes nos quais foi indicado para um Goya, atuou ao lado de Santiago Segura. No final dos anos 1990, começou a interpretar o personagem Blas Castellote na série Periodistas, trabalhando por quatro anos, gravando cerca de uma centena de episódios e dividindo o palco com José Coronado, Amparo Larrañaga e Maria Pujalte.
Alex Angulo faleceu em 20 de julho de 2014, na Espanha, vítima de um acidente automobilístico.

## Filmografia selecionada

### Filme
- 1981: La fuga de Segovia
- 1987: El amor de ahora - (sem créditos)
- 1988: Tu novia está loca - Yuste
- 1990: El anónimo... ¡vaya papelón! - Evaristo
- 1991: Anything for Bread - Genaro
- 1991: The Dumbfounded King - Homem 1
- 1993: Acción mutante - Alex Abadie
- 1994: Los peores años de nuestra vida - Hombre en TV
- 1995: Sálvate si puedes - Empresário contaminante
- 1995: The Day of the Beast - Padre Ángel Berriartúa
- 1995: Hola, ¿estás sola? - Pepe
- 1995: Así en el cielo como en la tierra - Cabrero
- 1996: Matías, juez de línea - El alcalde, Eliseo
- 1996: Brujas - Conserje
- 1996: Calor... y celos - (voz)
- 1997: Sólo se muere dos veces - Gastón
- 1997: Dos por dos - El portero
- 1997: Live Flesh - Conductor del autobús
- 1998: Grandes ocasiones - Moncho
- 1998: The Stolen Years - Máximo
- 1999: Dying of Laughter - Julián
- 2000: Compassionate Sex - Pepe
- 2002: My Mother Likes Women - Bernardo
- 2002: Todo menos la chica - Marco
- 2002: No somos nadie - El Chirlas
- 2002: Poniente - Diretor do Colégio
- 2003: El oro de Moscú - Foto en el ordenador (sem créditos)
- 2004: El coche de pedales - Don Pablo
- 2004: Isi/Disi - Amor a lo bestia - Condutor
- 2005: Otros días vendrán - Miguel
- 2006: Pan's Labyrinth - Doctor Ferreiro
- 2006: The Backwoods - José Andrés
- 2007: Casual Day - Arozamena
- 2008: La casa de mi padre - Germán
- 2009: Imago Mortis - Caligari
- 2009: Brain Drain - Cecilio
- 2010: The Great Vazquez - Peláez
- 2011: Un mundo casi perfecto - Iturrioz
- 2011: Área de descanso - Guardia Civil Mayor
- 2011: De tu ventana a la mía - Sebastián Esperanza
- 2011: Los muertos no se tocan, nene - Iñaqui Mari
- 2013: Zip & Zap and the Marble Gang - Sebastián Esperanza
- 2014: Hidden Away - Jose
- 2014: Pos eso - Manolo (voz)
- 2014: Justi&Cia - Ramón
- 2015: Refugios - Julián

### Séries de TV
- 2005-2006: Aquí no hay quien viva - Pedro
- 2007: Los Serrano - Julián
- 2011: 14 de abril. La República - Antonio Prado[2]